# Uganda Revenue Authority SC
Uganda Revenue Authority SC is een Oegandese voetbalclub uit de hoofdstad Kampala. De voorbije seizoenen was de club behoorlijk succesvol.

## Erelijst
- Landskampioen

2006, 2007, 2009, 2011
- Beker van Oeganda

Winnaar: 2005
- Kagame Inter-Club Beker

Finalist in 2007, 2008